# 姜明 (数学教授)
姜明，贵州安顺人，北京大学教授，主要从事图像建构，图示处理及曲线分析等方面的研究工作。入选中华人民共和国教育部2007年度"长江学者"特聘教授，曾就读于北京大学数学系。